# Mariano San Nicolò
Mariano San Nicolò (* 20. August 1887 in Rovereto; † 15. Mai 1955 in München) war ein deutsch-italienischer Rechtshistoriker. 1944/45 war er Präsident der Bayerischen Akademie der Wissenschaften. 1952/53 war er Rektor der Universität München.

## Leben
Mariano San Nicolòs Eltern waren der Oberlandesgerichtsrat Domenico San Nicolò und Ida San Nicolò, geborene Negri di Montenegro. Er besuchte das italienische Gymnasium in Rovereto, das er 1905 mit dem Abitur abschloss. Anschließend studierte er an der Universität Graz Rechtswissenschaft, insbesondere römisches Recht und deutsches bürgerliches Recht sowie antike Rechtsgeschichte mit dem Schwerpunkt altorientalisches Recht. 1907/08 diente er bei den Tiroler Kaiserjägern in Rovereto.
Zu seinen Lehrern gehörten Leopold Wenger, Gustav Hanausek und Paul Koschaker. Nach Ablegung der drei juristischen Staatsprüfungen (mit Auszeichnung) und Rigorosen wurde er 1910 zum Dr. jur. promoviert. Ab 1911 folgte mit einem staatlichen Stipendium ein Forschungsaufenthalt am Seminar für Papyrusforschung bei Leopold Wenger an der Universität München. An der Grazer Rechtsfakultät habilitierte er sich 1913. Als Leutnant der Reserve diente er in Österreich-Ungarns Armee im Ersten Weltkrieg. In Serbien, Tirol, Fiume Veneto und Albanien wurde er in Intendanturen eingesetzt. 1917/18 verfasste er das Handbuch der Militärverwaltung Albaniens. Während des Kriegsdienstes erlernte er die sumerisch-akkadische Keilschrift. Bereits 1917 in der Nachfolge Paul Koschakers zum außerordentlichen Professor für römisches Recht an die Karl-Ferdinands-Universität berufen, konnte er dieses Amt erst nach Kriegsende antreten. 1920 wurde er zum Ordinarius ernannt. 1931/32 war er der letzte Rektor der deutschen Universität zu Prag.

## Wissenschaftliches Wirken
An der Prager Universität war San Nicolò insgesamt dreimal Dekan der juristischen Fakultät. Für die Amtsperiode 1931/32 wurde er zum Rektor gewählt. Da er sich maßgeblich für den Erhalt des deutschen Charakters der Hochschule einsetzte, wurde er für die Amtsperiode 1932/33 einstimmig als Rektor wiedergewählt. 1935 erfolgte die Berufung an die Ludwig-Maximilians-Universität München, wo er Nachfolger Leopold Wengers wurde. Im selben Jahr übernahm er die Leitung des Instituts für Papyrusforschung und antike Rechtsgeschichte, und die Philosophisch-historische Klasse der Bayerischen Akademie der Wissenschaften, der er bereits seit 1934 als Korrespondierendes Mitglied angehörte, wählte ihn zum Ordentlichen Mitglied. Ab 1942 bekleidete er das Amt eines Sekretärs  der philosophisch-historischen Klasse. Ende 1943 wurde er zum Nachfolger des Akademiepräsidenten Karl Alexander von Müller gewählt, der seinerseits die Wahl San Nicolòs zu verhindert suchte. Erst am 13. April 1944 konnte er das Präsidentenamt antreten, da das Bayerische Kultusministerium die Bestätigung der Wahl bis dahin hinauszögerte. Obwohl er Mitglied der NSDAP war, erhielt er nach Kriegsende  zunächst die Erlaubnis zur Weiterführung der Akademieverwaltung. Um eine Absetzung durch die Militärregierung zu vermeiden, trat er auf Anregung des Ministeriums am 25. Oktober 1945 vom Präsidentenamt zurück. Als Nachfolger ernannte das Kultusministerium am 8. Januar 1946 den Physiker Walther Meißner zum kommissarischen Präsidenten.
Ende 1945 verlor San Nicolò durch Anordnung der Militärregierung sein Münchner Professorenamt, konnte es jedoch Anfang 1948 wieder antreten. Ab 1951 bekleidete er wiederum das Amt des Akademiesekretärs der Philosophisch-historischen Klasse. Im Studienjahr 1952/1953 war er Rektor der Münchner Universität, die sich während seiner Amtszeit eine neue Satzung gab, mit der die vom Freistaat Bayern gewährte Hochschul-Selbstverwaltung eingeführt wurde. In der Nachkriegszeit setzte er sich für die Studentenverbindungen an den deutschen Universitäten ein. Über 400 Corpsstudenten des Kösener Senioren-Convents-Verbandes und des Weinheimer Senioren-Convents grüßten vom Staffelberg aus „den mutigen Vorkämpfer für geistige und akademische Freiheit“.
Als Experte für römisches Recht und der Rechtsgeschichte des Vorderen Orients erwarb er sich großes Ansehen. Er veröffentlichte zudem zahlreiche Werke über die Rechtsgeschichte Ägyptens und Vorderasiens und betätigte sich in der wissenschaftlichen Erforschung der Papyrologie und der Keilschrift. Die Philosophische Fakultät der Johannes Gutenberg-Universität Mainz verlieh ihm 1951 die Ehrendoktorwürde. Vermittelt über Leopold Wenger, hatten die Arbeiten von Ludwig Mitteis akademische Vorbildfunktion für San Nicolò.
Seit 1922 war San Nicolò mit Anna geb. Komarek verheiratet. Nach seinem Tod wurde er auf dem Waldfriedhof (München) bestattet.

## Mitgliedschaften
- Ordentliches Mitglied der Deutschen Gesellschaft der Wissenschaften und Künste in Prag (ab 1927)
- Korrespondierendes Mitglied des Instituttet for sammenlignende kulturforskning in Oslo (ab 1930)
- Ehrenmitglied der Prager Universitäts-Sängerschaft „Barden“; später zu München (1931)
- Korrespondierendes Mitglied der Fondation Ègyptologique Reine Elisabeth in Brüssel (ab 1934)
- Korrespondierendes Mitglied der Accademia degli Agiati in Rovereto (ab 1934)
- Ordentliches Mitglied der Bayerischen Akademie der Wissenschaften (ab 1936)[6]
- Mitglied des Riccobono Seminary of Roman Law of America (ab 1938)
- Korrespondierendes Mitglied der Österreichischen Akademie der Wissenschaften (ab 1944)
- Korrespondierendes Mitglied der Akademie der Wissenschaften und der Literatur Mainz (ab 1952)
- Ehrenmitglied der katholischen Studentenverbindung KDStV Aenania München (ab 1953)

## Werke (Auswahl)
- Ägyptisches Vereinswesen zur Zeit der Ptolomäer und Römer (Habilitationsschrift; 1913)
- Beiträge zur Rechtsgeschichte im Bereich der keilschriftlichen Rechtsquellen (1931)
- Sitzungsberichte der Bayerischen Akademie der Wissenschaften:
  - Zur Nachbürgschaft in den Keilschrifturkunden und in den Papyri (1937)
  - Beiträge zur Prosopographie neubabylonischer Beamter (1942)
  - Neubabylonischer Lehrvertrag in rechtsvergleichender Darstellung (1950)
- Mitarbeit am Reallexikon der Assyriologie und Vorderasiatischen Archäologie
- Mitherausgeber: Münchner Beiträge zur Papyrusforschung und antiken Rechtsgeschichte (seit 1935; mit Leopold Wenger und Walter Otto)
  - Die Schlußklauseln der altbabylonischen Kauf- und Tauschverträge: Ein Beitrag zur Geschichte des Barkaufes. (1974, Hrsg. Herbert Petschow)